# Ідеальний чоловік (фільм, 2005)
Ідеа́льний чолові́к — американський фільм 2005 року жанру романтичної комедії. Режисер Марк Росман, сценарист Джина Ведкос; ролі грали Гіларі Дафф, Гізер Локлір, Кріс Нот, Арья Воллес, Ванесса Ленгіз, Бен Фельдман. Продюсер Біллі Хіггінс. Фільм не отримав очікуваного успіху, загалом мав негативні рецензії та зібрав $19 мільйонів.

## Сюжет
Джейн Хамільтон — мати одиначка, яка разом зі своїми дочками Холлі й Зої, жила в багатьох містах США. Постійні переїзди траплялися через чоловіків, в яких закохувалася Джейн. Вони виявлялися або одруженими, або не хотіли продовжувати з нею стосунки. Кожен втрачений чоловік проявлявся в черговому переїзді.
На початку фільму сім'я Хамільтон переїжджають до Нью-Йорка. Джейн починає працювати у пекарні, Холлі знайомиться з черговою новою школою. Там дівчина зустрічається з Емі та Адамом, з якими стає друзями. Емі запрошує Холлі до кафе свого дядька, де дівчина знайомиться із власником, на ім'я Бен. Почувши як Бен замовляє по телефону квіти якійсь жінці, Холлі вирішує подарувати трохи романтичних почуттів своїй матері. Вона купує орхідею і відсилає їй Джейн із запискою, написаною Емі, в котрій вказує, що це — подарунок від шанувальника, на ім'я Бен. Після цього Холлі починає переписуватися із Джейн через інтернет від імені Бена.
Коли Джейн стає зацікавленою у своєму фіктивному шанувальнику, Холлі вимушена розшукати фотографію цього чоловіка. Вона відсилає фото дядька Емі, Бена, і пояснює Джейн, що вони не можуть зустрітися через те, що Бен знаходиться в Китаї. Працюючи над тим, аби підтримувати романтичні стосунки між своєю мамою і фіктивним Беном та запобігати їх зустрічі в реальному світі, Холлі починає закохуватися в Адама, але не дозволяє собі ні до кого прив'язуватися через травму постійного пересування із самого дитинства.
Просуваючись далі із шарадою онлайн побачень, Холлі проводить все більше і більше часу із Беном, аби розвивати своє розуміння романтичних порад та починає розуміти, що Бен і справді є ідеальним чоловіком для її матері. Проте Джейн не може зустрітися із реальним Беном, аби не викрити дії Холлі. Дівчина просить Адама прикинутися Беном по телефону і порвати стосунки із Джейн. Але в Адама це не виходить, оскільки він відчуває, що має стосунки до Холлі, і в результаті телефонної розмови Джейн стає лише більш упевненою, що у неї нарешті з'явилися справжні стосунки із гарним чоловіком. 
Наступного дня Холлі роздратована на Адама за те, що у нього не вийшло зробити те, про що вона його просила. Адам вибачається і пояснює це тим, що його дещо відволікло. Холлі вимагає дізнатися, що саме його відволікло і хлопець проявляє свої почуття до неї, цілуючи її. Того ж вечора, Ленні, чоловік, який захоплюється Джейн, пропонує їй руку і серце, на що вона відповідає 'можливо'. У відчаї Холлі прикидається секретарем Бена і назначає від імені Бена зустріч із Джейн.
Наступного дня, коли Холлі помилково думає, що Бен одружується, вона зриває весілля і викрикує Бенові, що він має бути із її мамою, не знаючи, що він просто друг нареченої. Розуміючи, що відбувається насправді, Холлі вибігає із приміщення, а Бен йде за нею. Дівчина вимушена розповісти всю історію Джейн, яка жахливо це сприймає. Минають дні, Холлі і Джейн тримаються на прохолодних стосунках. В школі Холлі не вірно сприймає малюнок Адама під назвою «Принцеса Холлі» і, розплакавшись, благає маму знову переїхати. Джейн не хоче переїжджати, але Холлі вимагає, щоб це було зроблено заради її блага. Вона каже, що сама вона завжди була вимушена покидати все і переїжджати кудись лише через чергові погані стосунки Джейн із чоловіком. Джейн не може з чим сперечатися і починає спаковуватися. Адам приходить до дому Холлі та віддає Джейн малюнок її дочки, на якій видно його почуття до дівчини.
Вражена, Джейн використовує акаунт Холлі в інтернеті й починає переписуватися з Адамом. Хлопець, не знаючи, що це не Холлі, пише їй, що її мама дає поганий приклад своїм же дочкам тим, що знову вирішує переїхати. Джейн глибоко зворушена цим і вирішує зостатися. Вона шукає нову роботу і перебудовує своє життя. Джейн вибачається перед Холлі та просить її подивитися на іншу сторону аркуша малюнка Адама, який тоді Холлі не побачила. Побачене робить Холлі щасливою.
Тим часом Бен, вражений тим, що розповідала Холлі про свою маму, нарешті зустрічається із Джейн і вона розуміє, що він справді її ідеальний чоловік. Холлі нарешті визнає свої почуття Адаму. В кінці стрічки Холлі та Адам разом йдуть на свої перші шкільні танці.

## В ролях
- Гіларі Дафф — в ролі Холлі Хамільтон
- Гізер Локлір — в ролі Джейн Хамільтон
- Арья Воллес — в ролі Зої Хамільтон
- Ванесса Ленгіз — в ролі Емі Перл
- Бен Фельдман — в ролі Адама Форреста
- Кріс Нот — в ролі Бена Купера
- Майк О'Маллі — в ролі Ленні Хортона
- Кім Вітлі — в ролі Долорес
- Керолайн Ріа — в ролі Глорії
- Карсон Крісслі — в ролі Ленсі

## Касові збори
На своєму першому тижні стрічка зібрала $5,300,980 у 2,087 кінотеатрах США. На кінець показів по кінотеатрах (11 серпня 2005), фільм зібрав $16,535,005 по США та $3,235,470 інтернаціонально, що загально складає $19,770,475 по всьому світі.

## Саундтреки
| #   | Назва                          | Виконавець      | Тривалість |
| --- | ------------------------------ | --------------- | ---------- |
| 1.  | «Collide»                      | Howie Day       | 3:10       |
| 2.  | «I Will Learn to Love Again»   | Kaci Battaglia  | 3:15       |
| 3.  | «Better Than This»             | Kimberley Locke | 3:21       |
| 4.  | «Real Life Fairytale»          | Plumb           | 2:19       |
| 5.  | «Let It Go»                    | Jadon Lavik     | 2:44       |
| 6.  | «The Real Thing»               | Sara Overall    | 3:14       |
| 7.  | «If You Got What You Came For» | Beth Thornley   | 4:05       |
| 8.  | «Make Room»                    | Grits           | 3:38       |
| 9.  | «Mr. Roboto»                   | Dennis DeYoung  | 3:15       |
| 10. | «Lady»                         | Dennis DeYoung  | 4:06       |
| 11. | «Babe»                         | Dennis DeYoung  | 3:53       |
| 12. | «The Best of Times»            | Dennis DeYoung  | 3:25       |

## Нагороди
2007 Teen Choice Awards
- Найкраща акторка комедії (Гіларі Дафф) - (Ідеальний чоловік  & Гуртом дешевше 2)

2005 Golden Raspberry Awards
- Найгірша акторка - номінація - (Гіларі Дафф) - (Ідеальний чоловік  & Гуртом дешевше 2)
  - програно Дженні МакКарті - Dirty Love